# 甕井站
甕井站（：／ Ongjeong yeok */?）是位于韩国全罗北道南原市金池面的一个车站，属于全罗线。

## 历史
- 1959年7月11日 - 落成使用。

## 相鄰車站
韓國鐵道公社
全羅線
周生－甕井－金池